# NO BORDER
NO BORDER是日本演藝經紀公司傑尼斯事務所旗下藝人自組的同好會，主要是私底下聚餐交流、聯絡感情之用，而無任何的公開表演。由前光GENJI成員佐藤敦啟發起，希望這個團體能跨越公司前、後輩關係，經傑尼斯生田斗真命名為「NO BORDER」。
該團體是由傑尼斯旗下團體各派一名成員組成。但目前為止，少年隊、SMAP、V6、Hey! Say! JUMP尚未得知有成員參與（成立當時Hey! Say! JUMP尚未結成出道）。2006年8月10日，瀧與翼上節目受訪時，瀧澤秀明曾公開邀請中居正廣或其他SMAP成員參加，並在節目中展示NO BORDER聚會時的照片。
為了讓氣氛更加和睦，聚會時成員間禁止使用敬語，吃飯也採「AA制」各付各的。不過也曾有讓最年長的山口達也請客的經驗。據稱，成員之間使用顏色作為本名以外的代號，不過誰是什麼顏色並未公布。
傑尼斯的大前輩近藤真彥也在節目上透露曾參加過一次聚會。

## 成員
- 山口達也（前TOKIO）
- 佐藤敦啟（前光GENJI）
- 堂本光一（KinKi Kids）
- 松本潤（嵐）
- 瀧澤秀明（瀧與翼）
- 山下智久
- 村上信五（關西傑尼斯8人組）
- 生田斗真
- 田口淳之介（KAT-TUN）

## 相關事項
- 傑尼斯事務所